# 光政寺
光政寺（こうしょうじ）は、広島県福山市寺町にある日蓮宗の寺。山号は樹榮山。
開山は智善院日鳳聖人で、1620年（元和6年）。旧本山は京都妙覚寺。達師法縁（繋珠会）。

## 寺史
京都本山妙覚寺の末寺として福山寺町に位置する。
寺伝によると開基は福山初代藩主水野日向守勝成という。
開山は智善院日鳳聖人（1644年〈寛永21年〉10月26日遷化）である。当山はもと三州（愛知県三河地方）刈谷市で一乗寺と呼称していたが、1620年（元和6年）水野家の家臣木村八太夫光政が日鳳上人を迎えて当地に移転再建した。福山藩主水野家筆頭家老の上田玄蕃は水野家三代に仕え、北吉津の妙政寺を移建、さらに実相寺を開くなど法華宗に深く帰依した人であり、その士である木村八太夫光政も法華信仰深く、光政寺を護持した。
当山6世覺隆院日通大徳（1698年〈元禄11年〉遷化）は、不受不施を信奉し、教義折伏教化を伝統として反権力の立場を貫徹した傑僧として著名な人物であり、当地の有力者である青山喜八郎の外護によって寺院全般にわたる整備がなされている。別に当山20世慈舟院日英聖人は学識高く人望があり、京都本山頂妙寺47世に就任された高僧である。
第二次世界大戦による福山大空襲（1945年〈昭和20年〉8月8日）によって祖師堂はもとより、本堂・庫裡ことごとく灰燼に帰したが、第23世泰享院日意聖人は早々に寺門再建を意図し、粟根妙永寺本堂を譲渡され、今日にその景観を伝えている。
本堂の大改修と庫裡の新築は、開山聖人の350遠忌記念事業として1992年（平成4年）秋竣工、境内全般の整備は立教開宗750年記念事業として2001年（平成13年）に完了した。

## 光政寺の戦後復興の歩み
※出典

### 戦後の混乱期
1945年（昭和20年）8月8日の晩、アメリカ空軍B29約60機の空襲で福山市は市街地の約80%を焼失、多くの人命、財産を失った。光政寺も重厚な本堂・祖師堂・庫裡のすべてを焼失した。檀信徒の多くも住居、家財道具等すべてを焼き、食料も衣類も不足、急速なインフレなどで生活維持がやっとで、菩提寺光政寺の復興に手を付ける余裕はなかった。幸いにも駅家町大橋の檀家は空襲の惨禍から免れ、光政寺の窮状を見て復興の第一歩として仮堂建設作業に起ちあがった。昭和21年、旧庫裡跡地に仮本堂・庫裡が再建され、本尊の安住の場が確保された。

### 加茂町粟根妙永寺本堂の移転、改築
戦後の混乱もようやく沈静化し、人々の暮らしも安定した日々が続くようになった昭和34年頃、福山市加茂町粟根の妙永寺本堂を譲り受けてはどうかとの提言があった。住職・総代・世話人で現地視察や移転、再建経費の調達等について何度も会議を持ち、最終的に宮大工で経験豊かな棟梁の手で解体・再建することが決議された。工事は順調に進み、昭和35年に素朴ながら寺としての機能が回復した。

## 平成の記念事業
※出典
1993年（平成5年）に開山智善院日鳳聖人350遠忌を迎えるにあたり、記念事業の機運が高まった。大きな課題は、現在の木造の本堂を改修するか、また、鉄筋コンクリート造りの本堂を新築するかを巡っての論議だった。結論として、木造本堂を大事に活用しようを前提に本堂大屋根の葺き替え、本堂内部の荘厳、向拝と外廊下の新設、位牌堂・客殿・庫裡・手洗いの増設等が役員会の具体的な事業案となった。そこで、
1. 最近寺観一新を果たした近隣寺院を参拝、見学する。
2. 木造の現本堂の耐用年数について専門家の判断を求め、改修可能ならば、本堂改修計画を屋根の葺き替え、向拝・回廊の増設、位牌堂新設の3点とし、見積もりを依頼する。
3. 本堂改修と共に、客殿・庫裡新築について検討する。

これらに取り組み、事業計画案を次のように作成した。
1. 浄財勧募期間は約3年間とする。
2. 勧募額の目標は6.100万円とし、一戸当り30万円とする。

記念事業の円満成就を祝う落慶法要を入退寺式にあわせ、平成4年11月23日勤労感謝の日に執行した。

## 立教開750年記念事業宗
日蓮聖人が1253年（建長5年）4月28日千葉県千光山清澄寺の旭が森山頂で、旭日に向かって初めて題目「南無妙法蓮華経」を唱え、日蓮と名のられた日から数えて、2002年（平成14年）が750年に当る。
この750年に向け、日蓮宗門をあげて壱千萬題目写経運動が始まり、光政寺は1996年（平成8年）より600巻を目標に協力を呼びかけ、当初の目標を上回る770巻を千光山清澄寺へ納経した。
一方、光政寺の記念事業として1998年（平成10年）3月頃から検討を重ねた結果、境内の整備を次のように決議した。
1. 山門については種々の事案があり継続課題とする。
2. 江戸時代元禄の頃、当山6世覺隆院日通上人とともに光政寺の中興を成し遂げられた青山喜八郎が発起人で寄進され、深津高地にある法界碑などを光政寺境内へ移設する。
3. 第6世覚隆院日通聖人墓、青山喜八郎氏墓の移設と合わせて、歴代上人の墓を整備する。
4. 境内庭園の整備
5. 本堂正面入口の拡張及び塀の改修。

これらの記念事業はあしかけ3年を費やし、900万円の当初予算を大幅に上回る1,520万円となったが、立教開宗750年記念事業の満願成就を迎え2001年（平成13年）11月18日落慶法要を厳修した。

## 歴代の住職
※出典
- 開山 智善院日鳳聖人 1643年（寛永20年）10月26日遷化
- 2世 了恵院日達大徳 1647年（正保4年）1月15日遷化
- 3世 秀山院日性大徳 1656年（明暦2年）3月20日遷化
- 4世 住信院日惠大徳 1662年（寛文2年）5月25日遷化
- 5世 哲道院日具大徳 1669年（寛文9年）11月11日遷化
- 6世 覺隆院日通大徳 1698年（元禄11年）11月18日遷化
- 7世 本成院日舟聖人 1706年（宝永3年）1月21日遷化
- 8世 鏡智院日軫聖人 1711年（正徳元年）12月7日遷化
- 9世 心是院日輝聖人 1739年（元文4年）9月25日遷化
- 10世 一乘院日傅聖人 1734年（享保19年）1月8日遷化
- 11世 等澍院日注聖人 1738年（元文3年）8月5日遷化
- 12世 智承院日照聖人 1788年（天明8年）3月13日遷化
- 13世 定光院日完聖人 1762年（宝暦12年）8月23日遷化
- 14世 唯誠院日辰聖人 1805年（文化2年）7月13日遷化
- 15世 慈雲院日潤聖人 1829年（文政12年）5月14日遷化
- 16世 自應院日光聖人 1850年（嘉永3年）4月7日遷化
- 17世 泰量院日慇聖人 1870年（明治3年）6月13日遷化
- 18世 泰通院日巡聖人 1910年（明治40年）6月12日遷化
- 19世 妙信院日輝聖人 1916年（大正5年）3月1日遷化
- 20世 慈舟院日英聖人 1917年（大正6年）4月3日遷化
- 21世 本妙院日高聖人 1930年（昭和5年）12月18日遷化
- 22世 通玄院日長聖人 1953年（昭和28年）1月23日遷化
- 23世 泰享院日意聖人 2001年（平成13年）12月1日遷化

## 年中行事
※出典
| 月 | 日       | 時間       | 行事名       |
| -- | -------- | ---------- | ------------ |
| 1  | 1        | 午前7時 -  | 新年祝祷会   |
| 3  | 春分の日 | 午前10時 - | 春季彼岸法要 |
| 8  | 13       | 午前7時 -  | 盂蘭盆会     |
| 9  | 秋分の日 | 午前10時 - | 秋季彼岸法要 |
| 11 | 23       | 午前10時 - | お会式法要   |
| 12 | 31       | 午後6時 -  | 歳末報恩会   |

| お墓そうじの会 | 3月、5月、7月、9月、11月、12月の各第2日曜日 3,11,12月は午前8時 -、5,7,9月は午前7時-、それぞれ30分間。 その後、本堂で約10分の読経。 |
| 日曜読誦会     | 3月第3日曜日 - 12月第3日曜日 毎日曜日午前7時30分 - 8時 読みやすいお経本での読経。                                                  |